# Elektra (Plastik)

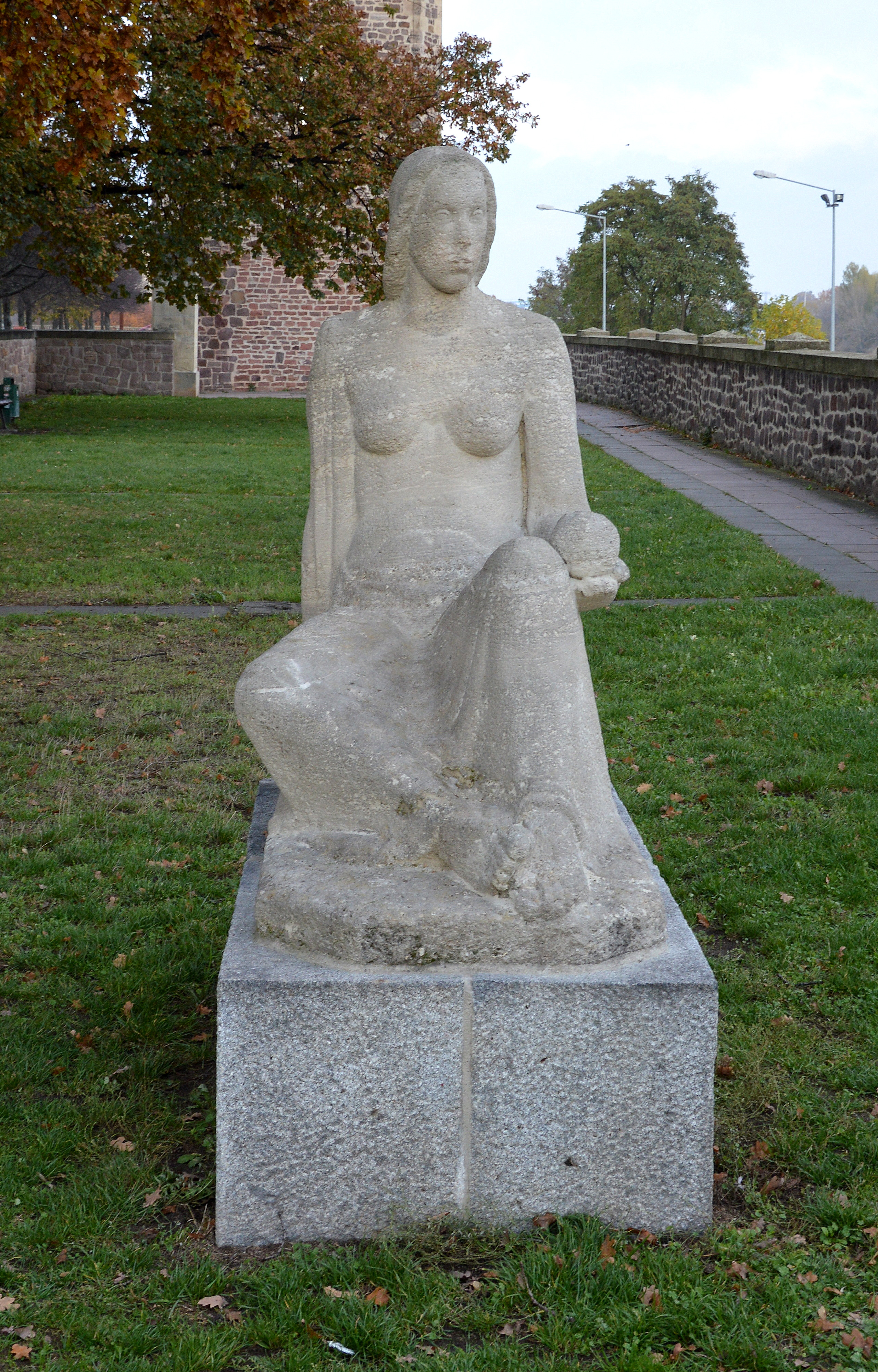
Elektra, 2016

Die Elektra ist eine Plastik in Magdeburg in Sachsen-Anhalt. Sie wurde länger fälschlicherweise als Erinnerungsdenkmal an Königin Editha angesehen.

## Lage
Sie befindet sich in der Magdeburger Altstadt auf der Ostseite des Fürstenwalls, südwestlich des Turms Kiek in de Köken. 

## Gestaltung und Geschichte
Das Denkmal besteht aus einer auf einem Sockel befindlichen steinernen Skulptur aus Thüringer Muschelkalkstein. Die überlebensgroße Skulptur stellt Elektra, sitzend mit einer Kugel dar. Sie ist in entspannter Haltung auf den rechten Arm gestützt dargestellt. Der Kopf ist oval und hat glattes in den Nacken gelegtes Haar, welches von einem Kranz aus Locken im Stil der Antike eingerahmt wird. Über ihre rechte Schulter fällt ein dünnes Gewand. Es lässt den Oberkörper und die Füße jedoch unbedeckt und führt zu einer Betonung der Körperlichkeit. Ihr aufmerksamer Blick ist nach links gerichtet, wo sie in der linken Hand die Kugel hält. Die Kugel gilt als Metapher für den Erdkreis, kann jedoch auch als Himmelskugel, das typische Attribut der Urania als Muse der Astronomie, gesehen werden. Sie ist mit einer dreischenkeligen Swastika mit seitlich auslaufenden Zacken verziert und wird als Sonnensymbol und Heilsbringer gedeutet.
Das Werk zeigt eine realistische schon etwas monumental wirkende Darstellung im Stil des dekorativen Symbolismus. Die bildhauerische Leistung des Werks wird als hoch eingeschätzt.
Die Plastik wurde 1950/51 vom Bildhauer Rudolf Weber im Auftrag der Energieversorgung Börde-Magdeburg. 1954 wurde das Werk im Eingangsbereich des Verwaltungsbaus Editharing 40 in Magdeburg, dem Sitz der EVM Magdeburg, bzw. ab 1990 der EON Avacon AG aufgestellt. Nachdem das Gelände vom Ministerium der Finanzen des Landes Sachsen-Anhalt übernommen worden war, erfolgte eine Umsetzung der Skulptur in einen Park des Bildungszentrums der EON Avacon AG in Krottorf. Im März 2011 gelangte das Editha-Denkmal dann auf Initiative der Stadtführerin Christel Hörning mit Unterstützung des ehemaligen Beigeordneten Werner Kaleschky wieder nach Magdeburg und wurde am 5. November 2011 an seinem heutigen Standort aufgestellt.
Der Künstler sowie Anlass und Name des Werks waren in Vergessenheit geraten. So wurde die Plastik nach der Neuaufstellung auch im amtlichen Denkmalverzeichnis als vom Bildhauer und Maler Johann-Paul Grimm geschaffenes Editha-Denkmal geführt. Als Entstehungszeit wurde das Jahr 1937 angenommen. Vermutet wurde ein zeitlicher Zusammenhang zu Arbeiten Grimms am Eike-von-Repkow-Denkmal. Als erster Aufstellungsort galt der Magdeburger Damaschkeplatz im Bereich der westlichen Glasicanlagen. Die Korrektur der falschen Angaben geht auf eine Initiative der Tochter Rudolf Webers zurück, die dem Magdeburger Oberbürgermeister Lutz Trümper Unterlagen zur Plastik vorlegte.
Die Plastik gilt als bedeutende bildhauerische Arbeit in Magdeburg im 20. Jahrhundert.
Im örtlichen Denkmalverzeichnis ist die Plastik unter der Erfassungsnummer 107 15032 als Baudenkmal verzeichnet.